# Ориахил, Насрин
Насрин Ориахил (род. 1964, Кабул) — афганский министр, гинеколог и акушерка. Она была награждена за свою работу, а в 2015 году стала министром.

## Ранний период жизни
Ориахил родилась в 1964 году в Кабуле.

## Карьера
Она гинеколог и акушерка, с 2004 года была директором родильного дома Малалай в Кабуле, Афганистан. В этой больнице Ориахил основала первую в Афганистане клинику по лечению акушерских свищей. Она президент неправительственной организации «Афганская ассоциация здоровья семьи» и член Сети афганских женщин, а также член группы, задачей которой является создание Медицинского совета в Афганистане. Она также поддержала создание Афганской ассоциации акушерок.

## Политика
В 2015 году Ориахил стала министром труда Афганистана. Она была одной из четырёх женщин среди последних шестнадцати членов правительства национального единства Ашрафа Гани. Часть кандидатов была снята парламентом из-за двойного гражданства, не запрещённого, но требующего одобрения.
12 ноября 2016 года Ориахил была уволена с должности афганским парламентом.

## Награды
В 2014 году Ориахил получила награду International Women of Courage.